# الشرح الكبير على المقنع (كتاب)
الشرح الكبير على المقنع هو كتاب في الفقه الحنبلي، ألفه الحافظ عبد الرحمن بن محمد بن أحمد بن قدامة المقدسي الجماعيلي الحنبلي، أبو الفرج شمس الدين (597 هـ - 682 هـ) شارحًا فيه كتاب المقنع لعمه ابن قدامة المقدسي.

## الكتاب
سبب تأليف الكتاب هو أن عبد الرحمن بن قدامة استأذن عمه ابن قدامة في شرح المقنع وأن يكون المغني هو مادة شرحه فأذن له. جمع المؤلف هذا الكتاب في شرح كتاب المقنع، وقد اعتمد في جمعه على كتاب المغني لموفق الدين أبي محمد عبد الله بن أحمد بن محمد بن قدامة الجماعيلي المقدسي ثم الدمشقي الحنبلي الشهير بابن قدامة المقدسي (541 هـ - 620 هـ)، وذكر فيه من غيره ما لم يجده فيه من الفروع والوجوه والروايات، ولم يترك من كتاب المغني إلا شيئا يسيرًا من الأدلة وعزا من الأحاديث ما لم يعز مما أمكنه عزوه.
نهج المؤلف في كتابه أنه كان يذكر المسألة من كتاب المقنع فيجعلها كالترجمة، ثم يذكر مذهب الموافق فيها والمخالف لها، ويذكر ما لكل من دليله، ثم يستدل ويعلل للمختار، ويزيف دليل المخالف، فمسلكه مسلك الاجتهاد إلا أنه اجتهاد مقيد في مذهب الإمام أحمد بن حنبل.
وقد يخطئ الكثير في نسبة الكتاب إلى موفق الدين ابن قدامة ولكن التحقيق أن الكتاب لشمس الدين ابن قدامة

## بين الشرح الكبير والمقنع
قال بكر بن عبد الله أبو زيد في كتابه المدخل المفصل لمذهب الإمام أحمد أن الشرح الكبير فارق المغني في ثلاثة أمور:
- لما اعتمد في شرحه على المغني فأنه قد فوت بعضًا منه.
- أضاف في شرحه زائدًا على المغني بعض الروايات والوجوه.
- عزا ما أمكنه عزوه من الأحاديث التي فاتت عمه في المغني.

واجتهاده فيه مثل الموفق ابن قدامة في المغني، اجتهاد مقيد في المذهب لا مطلقًا.